# 181st Intelligence Wing
Il 181st Intelligence Wing è uno Stormo di informazioni della Indiana Air National Guard. Riporta direttamente all'Air Combat Command quando attivato per il servizio federale. Il suo quartier generale è situato presso la Terre Haute Air National Guard Base, Indiana.

## Organizzazione
Attualmente, al settembre 2017, esso controlla:
- 181st Operations Group
  - 113th Air Support Operations Squadron
- 181st Intelligence, Surveillance and Reconnaissance Group
  - 137th Intelligence Squadron
  - 181st Intelligence Support Squadron
  - 181st Operations Support Squadron
- 181st Mission Support Group
  - 181st Force Support Squadron
  - 181st Security Forces Squadron
  - 181st Communications Flight
  - 181st Logistics Readiness Flight
  - 181st Civil Engineering Squadron
- 181st Medical Group
- 181st Wing Staff
  - 181st Comptroller Flight
  - 113th Weather Flight
  - Sexual Assault Prevention and Response
  - 181st Racer Resiliency Team